# Andrea Ferretto
Andrea Ferretto (Barbarano Vicentino, 31 d'octubre de 1864 - idem. 14 d'octubre de 1942), fou un músic i un inventor italià.
Ferreto estudià en el Conservatori Benedetto Marcello de Venècia, tenint per mestre a Reginaldo Grazzini. El 1893 Quan el mestre passà al Conservatori de Florència Ferretti el seguí, i finalment es graduà en l'escola secundaria de Bolonya.
El 1920 presentà al públic el dattilomusicografo, un dispositiu molt semblant a una maquina d'escriure, per a la producció de partitures. Amb aquesta eina fou possible imprimir tots els elements de la música, no restava cap d'exclòs (incloent línies i paraules). Aquesta invenció, encara que apreciable i original, no tingué la fortuna comercial esperada. Es va fer en models diferents, se'n mantenen un en l'ajuntament, i altres en l'escola secundària i la biblioteca.
Va compondre les òperes:
- L'amor d'un angelo (Vicenza, 1893);
- I Zingari (Mòdena, 1900);
- Idilio tragico (Venècia, 1906);
- Fantasma (Vicenza, 1908).

També va escriure dos Poemes simfònics, romances, i obres de gènere religiós.